# Paul Wiener
Paul Wiener, magyarosan Wiener Pál (Kranj, 1495 – Nagyszeben, 1554. augusztus 16.) evangélikus püspök. 
Előbb kanonok volt Laibachban, ahonnan a reformációhoz hajlása miatt elűzték. Nagyszebenben talált menedéket, hol 1549-ben prédikátor, 1552-ben elsőpap lett. Az erdélyi szász lutheránusok a püspöki állást szervezvén, arra 1553. február 6-án őt választották meg. Egy évvel később elhunyt.